# Kāla
Pour les articles homonymes, voir Kala.

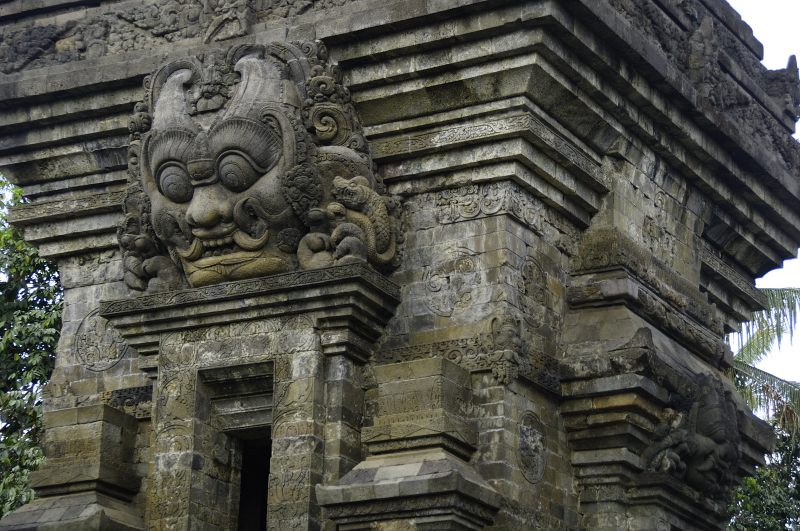
Kâla au-dessus d'une porte du temple de Kidal, Java.

Kâla est une figure mythologique d'origine hindouiste importante dans l'iconographie du monde indien et des royaumes indianisés d'Asie du Sud-Est. Le terme Kâla signifie le temps en sanskrit et désigne également la couleur noire ; il est perçu comme le destin, ou comme le dieu de la mort (Yama dans l'hindouisme ou les vedas), sous son aspect du Temps. Ce terme désigne aussi une substance de la réalité dans le brahmanisme ou le jaïnisme. En Inde, ce motif est plus fréquemment appelé Kirtimukha.
Kâla est souvent associé à Râhu, le démon indien de l'éclipse.
Dans la mythologie javanaise, Kâla est le dieu de la destruction, le mari de Dourgâ ; il est représenté comme un géant, né du sperme de Bathara Guru, le roi des dieux. A Borobodur, la porte menant aux marches est ornée d'une tête géante de Kâla, qui donne l'impression que l'ouverture de la porte est la gueule du monstre.
La figure de Kâla est très présente dans l'art de l'Empire khmer et, comme motif décoratif, dans l'art birman du royaume de Pagan.

## Le Kâla ou kirtimukha dans l'art khmer

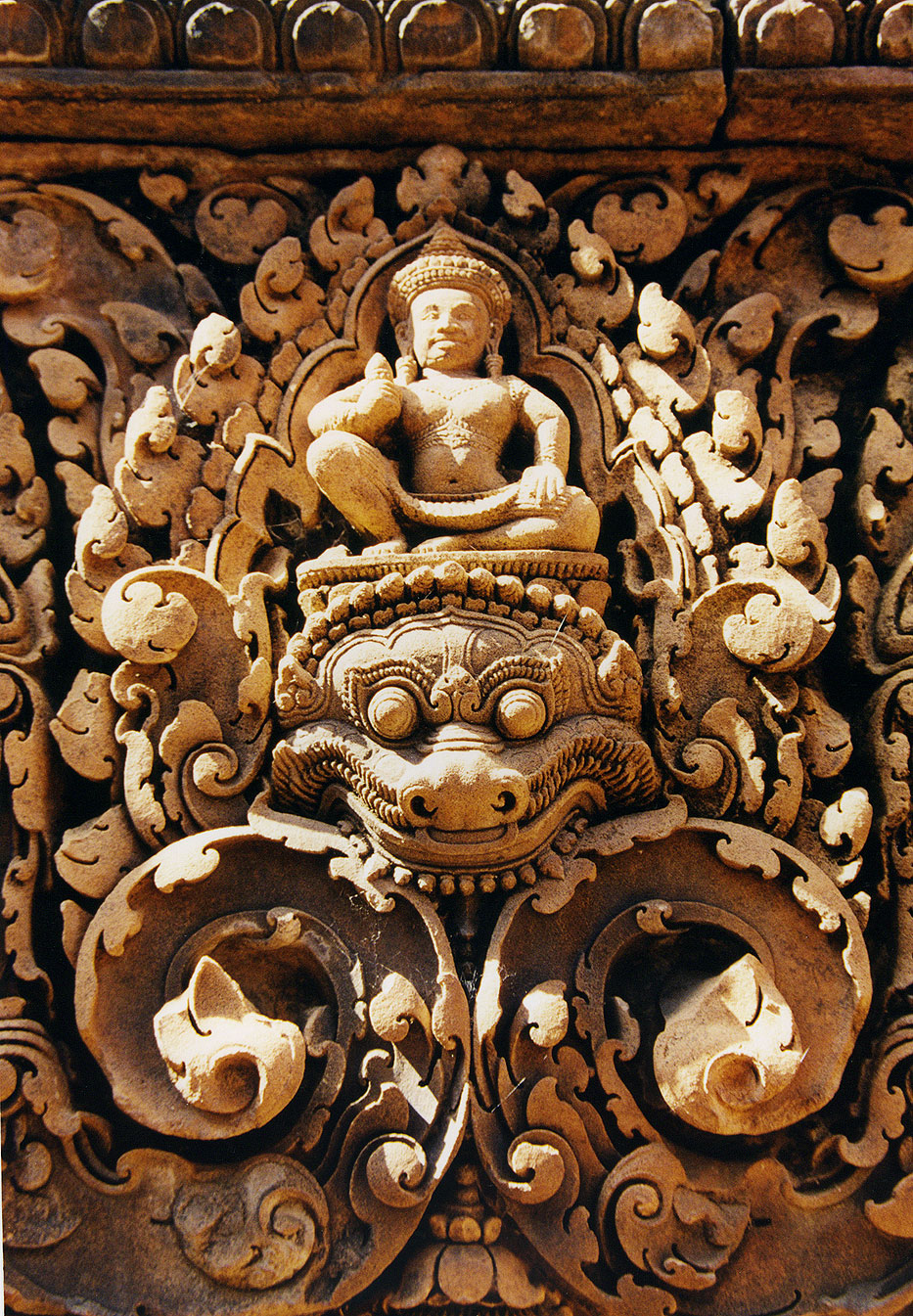
Une tête de kâla
(temple de Banteay Srei, Cambodge)

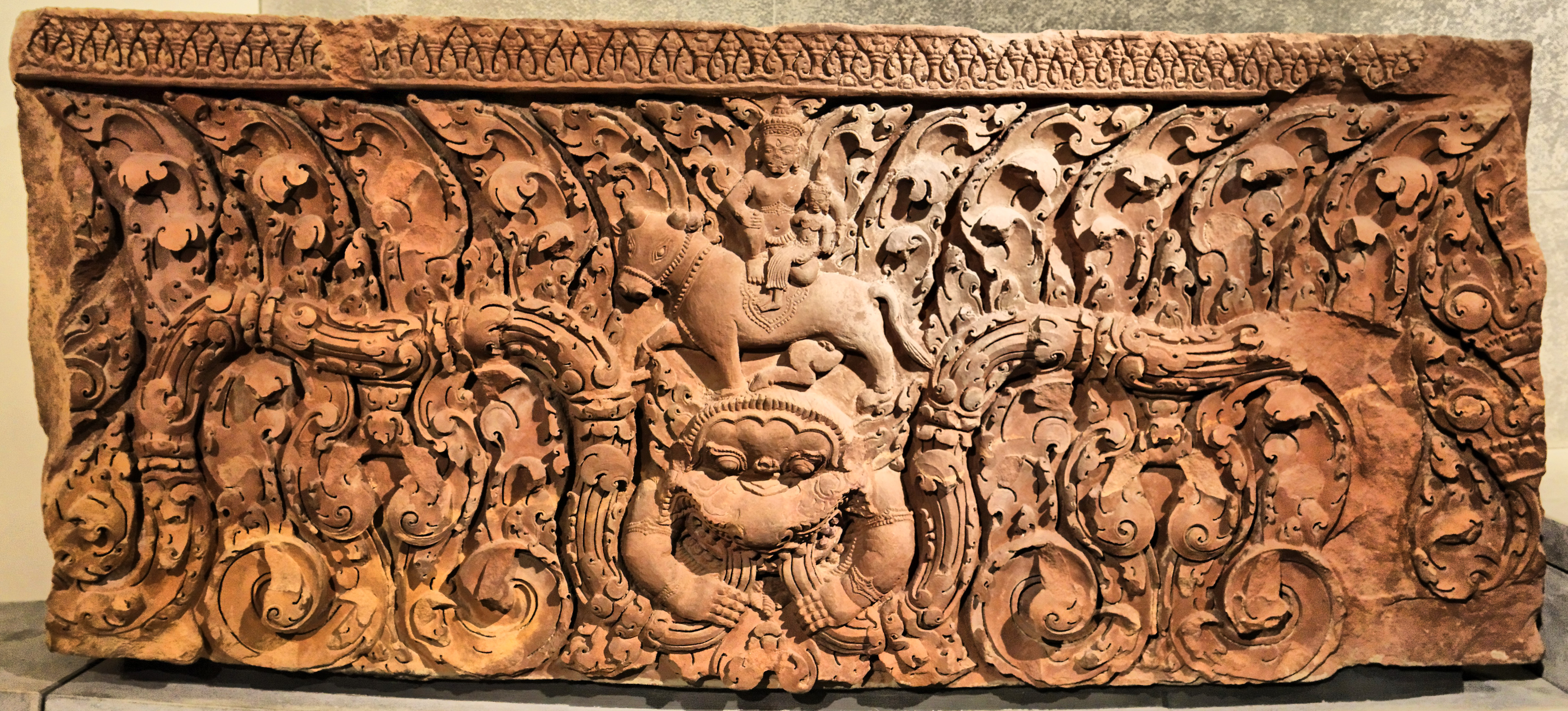
Linteau khmer, Musée Guimet, Paris - Origine : Vat Kralanh, style du Baphuon, XI, grès. Au centre, surmontant la face monstrueuse du Kâla (ou kirtimukha) : Shiva et son épouse Pārvatī sur le taureau Nandi

C'est une créature que l'on peut voir traverser toute l'histoire de l'empire khmer. De nombreuses interprétations ont été données au visage du Kâla visible au registre inférieur de très nombreux linteaux et frontons khmers. On l'appelle également kirtimukha, qui vient de deux mots sanscrits, kirti qui signifie gloire, et mukha, qui veut dire visage, bouche ou entrée, ouverture. On peut le voir protégeant les portes des temples en Inde, Thaïlande, Cambodge et Indonésie, où on le nomme parfois Panaspati. Dans tous les cas, ses caractéristiques sont : un visage rond, une mâchoire supérieure large, des dents proéminentes et des narines dilatées dans un museau ressemblant à celui d'un lion. La mâchoire inférieure est parfois présente, mais la plupart du temps seule la langue triangulaire est visible. Des guirlandes de feuillage s'échappent de la gueule du Kâla. Selon certaine légende indienne, le vorace Kâla demanda une victime à Shiva : le dieu fut très en colère de cette demande et exigea que la créature se dévore elle-même ; Kâla le glouton commença à s'exécuter, jusqu'à ce que seuls restent son visage et sa mâchoire supérieure. Shiva lui ordonna alors de jouer le rôle de gardien de temple et de rappeler aux visiteurs le pouvoir des dieux de protéger ou de détruire. Dans cette interprétation, le Kâla engage chacun à déterminer si ses propres actions sont dignes des dieux.

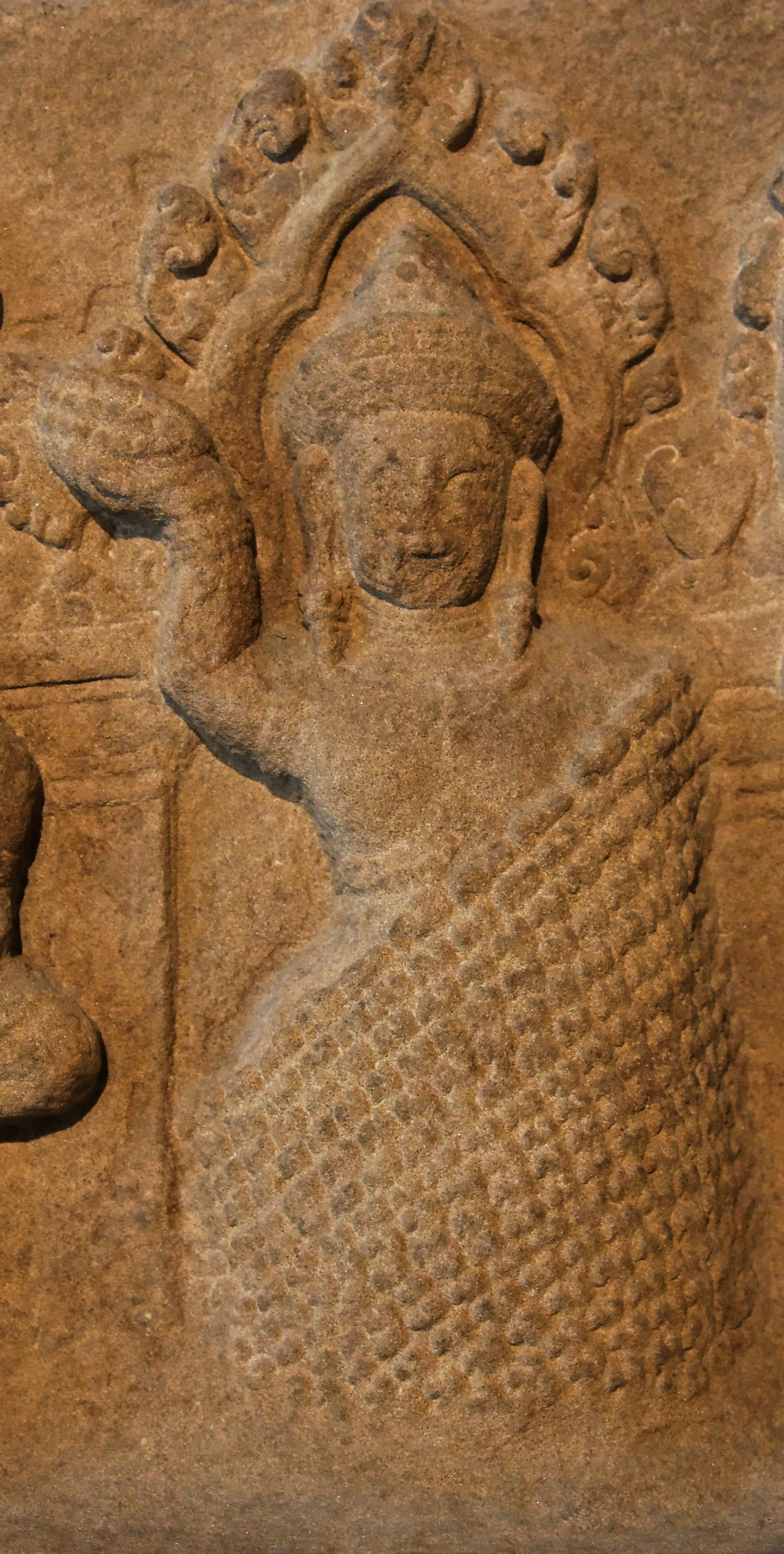
Détail d'un linteau khmer représentant les neuf Devas - Provenance exacte inconnue - Style des Khleang - Dernier quart du Xe siècle, début XIe siècle - Grès - Musée Guimet, Paris - Râhu (démon de l'éclipse) dans un tourbillon de nuages.

De nombreux Kâlas, comme par exemple ceux du Prasat Muang Tam, sont dotés de mains et de bras, parfois de bracelets qui maintiennent les guirlandes de feuillage. Cette présence de bras et de mains est associée au démon Râhu. Si les origines du kirtimukha ou Kâla sont associées à Shiva, dieu de la création et de la destruction, la légende de Râhu évoque Vishnou, le protecteur. Râhu, dit-on, avait volé de l'amrita (l'élixir de longue vie) aux dieux. Il but quelques gorgées de ce liquide, mais le Soleil et la Lune l'aperçurent. Vishnou, très en colère, tua Râhu en lui tranchant la tête. Mais comme ses lèvres avaient déjà touché l'amrita, une partie de sa tête était devenue immortelle. Râhu, sans corps, devint ainsi une planète et depuis cette époque, veut se venger du Soleil et de la Lune en essayant de les engloutir. Il y arrive de temps en temps, mais comme il n'a pas de corps, la Lune et le Soleil réapparaissent, mettant fin à l'éclipse.
Donc reste la question : est-ce le visage du kirtimukha ou celui de Râhu qui protège les temples khmers ? Les historiens ne sont pas d'accord : certains l'appellent le kirtimukha ou la face de lion (simhamukha) avec des bras et des mains, les paumes levées et dirigées vers l'extérieur. Les yeux pourraient être des réminiscences des yakshas, esprits parfois bienveillants, parfois néfastes. D'autres l'associent à l'histoire de Râhu, bien que ni la Lune ni le Soleil ne soient représentés dans la gueule de la créature. Il se peut que ce soit un composite, résultat de différentes influences donnant le Kâla khmer, accueillant les pèlerins venus rendre hommage aux dieux et repoussant les démons loin de ces lieux sacrés.
En Indonésie, et sur certains linteaux khmers parmi les plus anciens, le Kâla est souvent accompagné par deux animaux à corps de crocodile et trompe d'éléphant. Le makara, comme le Kâla, crache des feuillages, mais est considéré comme une créature des eaux à cause de son corps de crocodile.

## Kâla en Indonésie

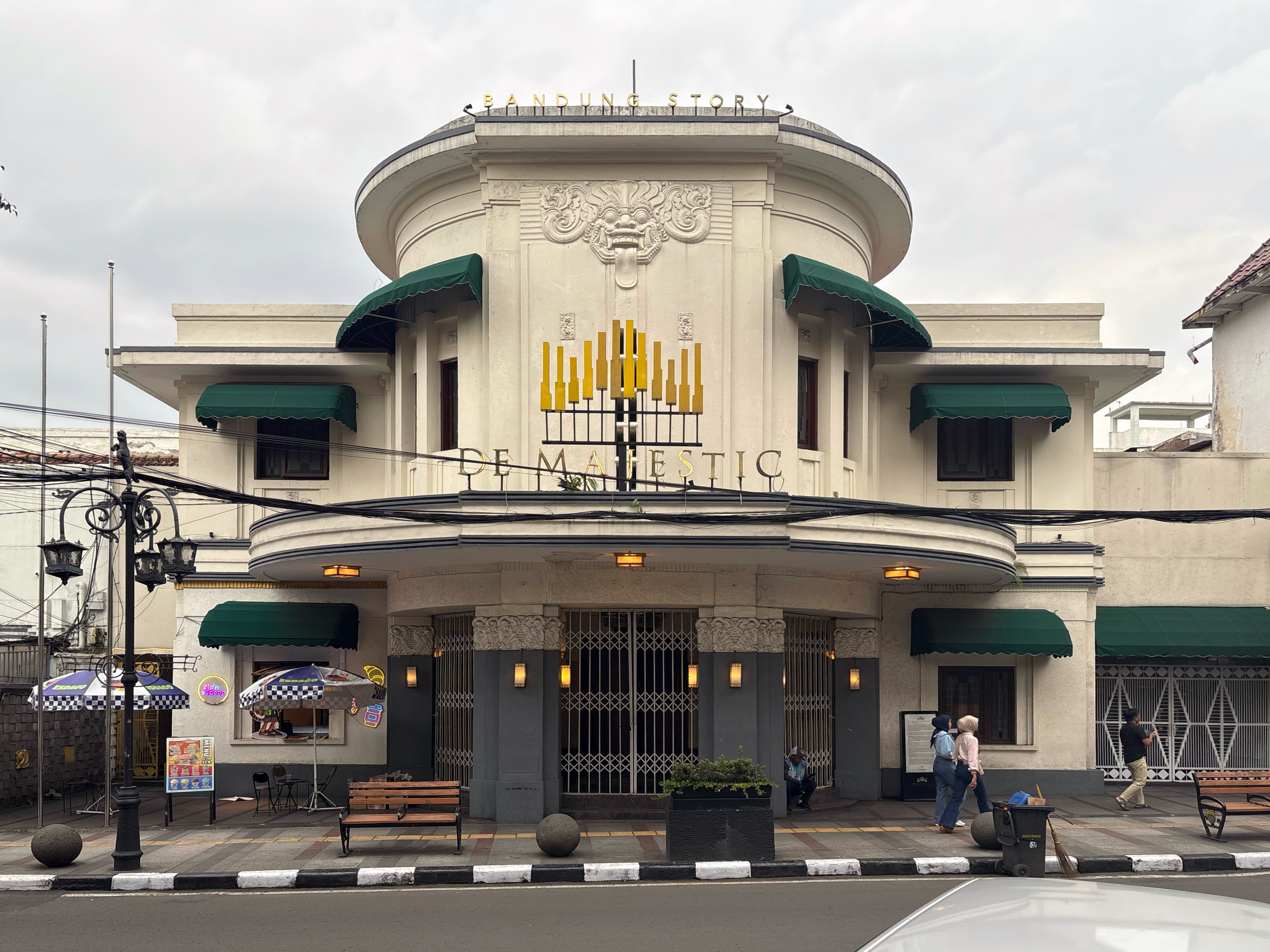
Kâla ornant la façade d'un immeuble de Charles Prosper Wolff Schoenmaker à Bandung (Java occidental, années 1920)

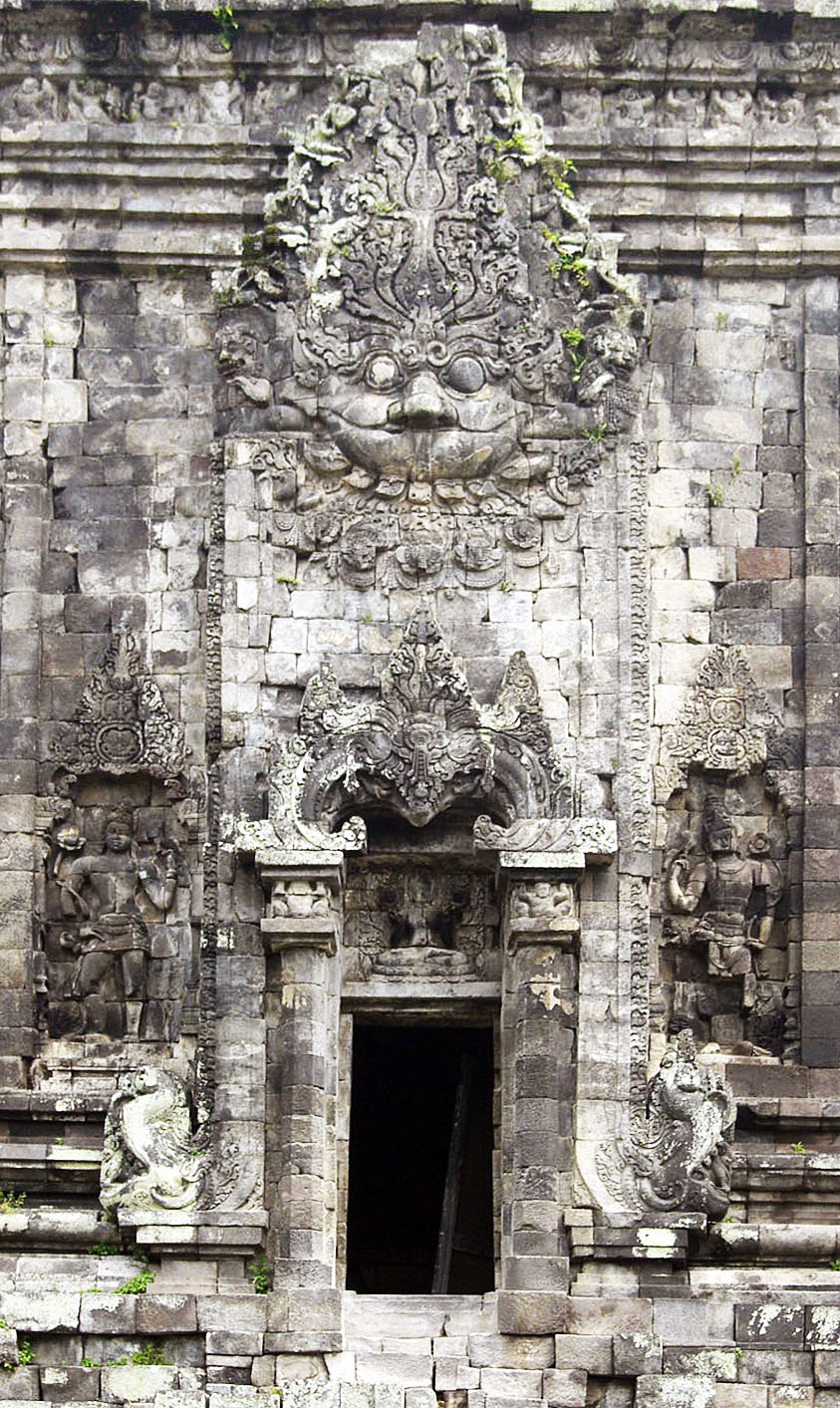
Kâla du temple de Kalasan (région de Yogyakarta, Java central)

## Dans la culture
- Kâla fait partie des nombreux dieux cités dans la série de bande dessinée Astérix.
- Kâla est mentionnée dans la chanson "Mouth of Kala" du groupe de metal français Gojira.